# Brauwelt
Brauwelt ist eine regelmäßig erscheinende Fachzeitschrift für das Brau- und Getränkewesen. Sie erscheint dreimal monatlich im Nürnberger Fachverlag Hans Carl mit einer Auflage von 3000 verkauften Exemplaren und richtet sich an Führungskräfte aus dem kaufmännischen und technischen Management von Brauereien, Mälzereien und Herstellern alkoholfreier Getränke.

## Geschichte

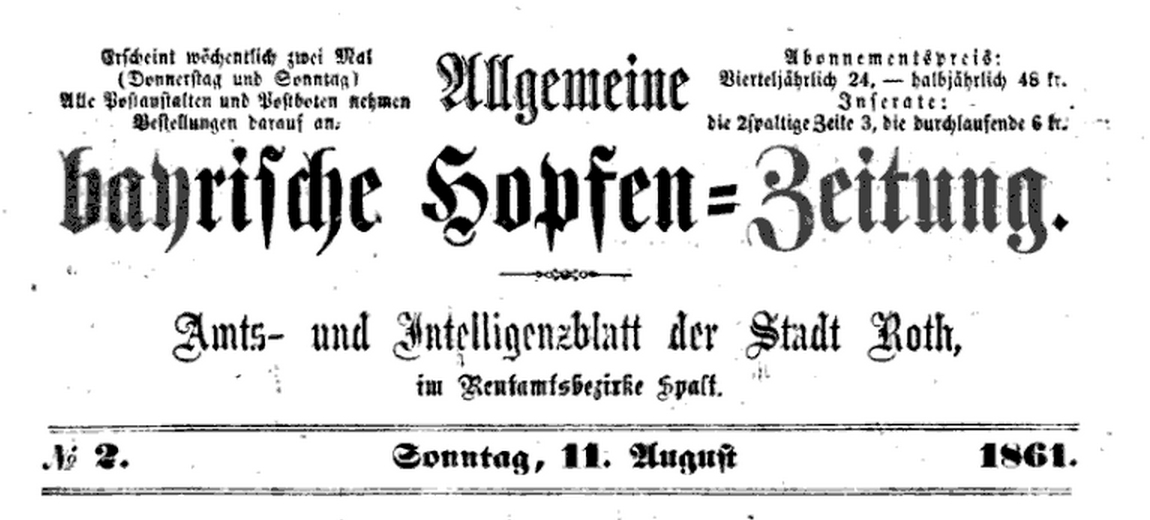
Titel 1861

1861 wurde von Johann Carl (1819–1897) die Allgemeine bayerische Hopfenzeitung gegründet. Berichtet wurde über den Hopfenmarkt, über den es bis zu diesem Zeitpunkt keine schriftliche Dokumentation gab, da nur mündliche Abmachungen zwischen Hopfenbauern, -händlern und Brauern existierten. Nach der Gründung des Deutschen Brauer-Bundes 1871 in Dresden, an der Johann Carl maßgeblich beteiligt war, wurde die Allgemeine Hopfenzeitung zum alleinigen Organ der Branche. Da die Berichterstattung über das Brauwesen immer mehr an Bedeutung gewann, führte die Zeitschrift seit 1882 den Titel Allgemeine Brauer- und Hopfenzeitung und von 1943 bis 1945 den Titel Die deutsche Brauerei. Nach dem Zweiten Weltkrieg wurde der Name Brauwelt eingeführt und seitdem durchgehend verwendet. Die Brauwelt war die erste Brauerei-Fachzeitschrift, die nach dem Krieg ab dem 31. Januar 1946 mit Genehmigung der amerikanischen Militärverwaltung wieder erscheinen durfte. Heute wird die deutsche Ausgabe in 94 Ländern gelesen. Ab 1983 begann die Internationalisierung mit dem Titel Brauwelt International  in englischer Sprache, der 1995 die Brauwelt Russisch (Mir Piwa), 1996 die Brauwelt En Español und ab 1997 die Brauwelt Chinesisch in den jeweiligen Landessprachen folgten.
1991 erfolgte mit den Braudatenbanken der Einstieg in das elektronische Zeitalter des Publizierens. Das damals begonnene Archiv, das in den Anfangsjahren über BTX und ab 1997 über das Internet zugänglich war, wurde 2005 in das Abonnement integriert und um einen E-Mail-Newsletter ergänzt, sodass heute jeder Abonnent die Zeitschrift im Druck oder online lesen kann. Unter der Marke Brauwelt werden neben der Zeitschrift auch Fachbücher veröffentlicht und Veranstaltungen und Seminare zu Themen des Brauwesens und der Getränketechnologie angeboten.
Die Fachverlag Hans Carl GmbH führt seit 2002 als 100%ige Tochtergesellschaft der Raimund Schmitt Verpachtungsgesellschaft mbH & Co. KG das operative Verlagsgeschäft. Hinter dem gesamten Unternehmen steht die Familie Schmitt (früher Carl) mittlerweile in der 6. Generation.